# Bufo surdus
Bufo surdus és una espècie d'amfibi que viu a l'Iran, Pakistan i, possiblement també, a l'Afganistan i a l'Iraq.
Està amenaçada d'extinció per la pèrdua del seu hàbitat natural.